# 水瓶座 (紙牌遊戲)
水瓶座（英語：Aquarius），是一款紙牌遊戲，由安德魯·盧尼發明，盧尼實驗室於1998年發行。該遊戲與多米諾骨牌遊戲有一定的相似性，並且融合了fluxx紙牌遊戲的動態勝利條件。該遊戲的設計與遊戲的感覺是受到了嬉皮運動與彼得·馬克斯藝術的影響。該遊戲已發布了兩種版本，第一種版本包含了五張任務牌，十五張行動牌和四十張元素牌，第二個版本包含了五張任務牌，十八張行動牌，五十五張元素牌和一張萬能牌。現在流行的一般都是第二個版本，每副牌有79張。

## 玩法
每個玩家發三張牌，再從五個任務牌中抽取一張牌作為目標，然後翻出一張牌作為起始牌，由頭髮最長的人為起始玩家，當輪到玩家時，玩家需現抽取一張牌，然後出一張牌，所出的牌上必須至少有一種元素與場上任何一張牌的相同元素相鄰，牌不得重疊，斜放，且必須對齊，否則不得出牌，或是出行動牌，若有萬能牌則可任意擺放，若一張牌有兩n種元素同時相鄰可獎勵多抽取n-1張牌，但若是萬能牌則不得領取獎勵。最先將自己的目標元素排至連續七章相鄰者即勝出，若牌已用完則以連續相連牌數最接近七者獲勝。

## 牌種
水瓶座遊戲的五種元素分別是：大地、天空、火焰、海洋和宇宙，而舊版（第一版）是完全採用四元素說的五種元素：土、空氣、火焰、水、以太。這五種元素以六種佈局出現在五十五張元素牌中（舊版為四十張），分別為田字（田），上下分隔（日），左右分隔（◧），兩種斜向分隔（◩、⬕），與單色牌，除單色牌之外沒有重複的牌。
此外有附一張萬能牌能充當所有元素。萬能牌第一版內是沒有的，後來由作者加入並單獨販售，但它成為第二版的必要陪配件之一

## 其他玩法
有一些變種玩法，例如限制牌擺放的空間而不是無限延伸，放不下了就只能用移動牌，甚至可以改變部分規則：先固定放置物種元素在桌面上，最先使他們都相鄰的玩家獲勝。另外亦有其他變種玩法，例如Pantopia，需要兩副水瓶座牌來進行遊戲

## 變種
盧尼實驗室取得公約通信公司的同意生產以摩門教為主題水瓶座版本，稱為《Search, Ponder & Play!》。建立在第一版本水瓶座的基礎上，將五種元素換成5張代表摩門教的概念牌：舊約聖經、新約聖經、無價珍珠、教義聖約、摩爾門經。此外，5行動已被重命名（為了上面列出的）交換（Swap）、攪拌（Stir）、搖勻（Shake）、取（Fetch）與翻轉（Flip）。唯一的主要變化是遊戲加入了一個得分墊和規則，指示玩家保持得分，持續多個回合，直到直到有人贏得與各五個之中的一個勝利元素。

## 外部連結
- "The Official Aquarius Home Page" （页面存档备份，存于）
- BoardGameGeek上的Aquarius
- Aquarius接龍
- Pantopia （页面存档备份，存于） (a game played using two Aqauarius decks and an Icehouse set)
- Aqua-Chicken （页面存档备份，存于）
- Online version （页面存档备份，存于） (free)